# Krzysztof Nowak
Krzysztof Nowak (Warschau, 27 september 1975 – Wolfsburg, 26 mei 2005) was een Pools voetballer.

## Clubcarrière
Vanaf 1998 speelde hij bij VfL Wolfsburg maar doordat hij aan de neurologische ziekte ALS leed moest hij zijn carrière voortijdig beëindigen. Op 10 februari 2001 speelde hij zijn laatste wedstrijd. Als gevolg van zijn ziekte stierf Nowak vier jaar later op 29-jarige leeftijd.

## Interlandcarrière
Nowak speelde tien interlands voor het Pools voetbalelftal gedurende zijn carrière. Zijn enige interlandtreffer maakte hij op 14 juni 1997 in de WK-kwalificatiewedstrijd tegen Georgië (4-1).
| Interlandwedstrijden | Interlandwedstrijden | Interlandwedstrijden | Interlandwedstrijden | Interlandwedstrijden | Interlandwedstrijden | Interlandwedstrijden | Interlandwedstrijden |
| #                    | Datum                | Locatie              | Wedstrijd            | Goal(s)              | Uitslag              | Wedstrijd            |                      |
| -------------------- | -------------------- | -------------------- | -------------------- | -------------------- | -------------------- | -------------------- | -------------------- |
| 1                    | 14.06.1997           | Katowice             | Polen – Georgië      | 90'                  | 4 – 1                | WK-kwalificatie      |                      |
| 2                    | 08.02.1998           | Asunción             | Paraguay – Polen     |                      | 4 – 0                | Oefenduel            |                      |
| 3                    | 03.02.1999           | Ta' Qali             | Malta – Polen        |                      | 0 – 1                | Oefenduel            |                      |
| 4                    | 03.03.1999           | Warschau             | Polen – Armenië      |                      | 1 – 0                | Oefenduel            |                      |
| 5                    | 28.04.1999           | Warschau             | Polen – Tsjechië     |                      | 2 – 1                | Oefenduel            |                      |
| 6                    | 04.06.1999           | Warschau             | Polen – Bulgarije    |                      | 2 – 0                | EK-kwalificatie      |                      |
| 7                    | 09.06.1999           | Luxemburg            | Luxemburg – Polen    |                      | 2 – 3                | EK-kwalificatie      |                      |
| 8                    | 18.08.1999           | Warschau             | Polen – Spanje       |                      | 1 – 2                | Oefenduel            |                      |
| 9                    | 08.09.1999           | Warschau             | Polen – Engeland     |                      | 0 – 0                | EK-kwalificatie      |                      |
| 10                   | 09.10.1999           | Stockholm            | Zweden – Polen       |                      | 2 – 0                | EK-kwalificatie      |                      |